# Luke Mogelson
Œuvres principales
- Ces morts heureux et héroïques

Luke Mogelson, né en 1982 à Saint-Louis dans le Missouri, est un correspondant de guerre et un écrivain américain. Il a reçu le National Magazine Award pour son article The Dream Boat paru dans The New York Times en 2014.

## Œuvres

### Recueil de nouvelles
- Ces morts heureux et héroïques, Gallmeister, 2018 ((en) These Heroic, Happy Dead, Tim Duggan Books, 2016), trad. Juliane Nivelt, 208 p.  (ISBN 978-2-35178-151-7)